# Nadia Myre
Nadia Myre (Montreal; 1974) es una artista visual contemporánea canadiense de la provincia de Quebec, de origen algonquino, de la Primera Nación de Kitigan Zibi (Anishinaabeg). Vive y trabaja en Montreal. Durante más de una década, su práctica multidisciplinaria se ha inspirado en la participación del público, así como en los temas recurrentes de la identidad, el lenguaje, el anhelo y la pérdida.

## Educación
Myre se graduó de Camosun College (1995) y Emily Carr University of Art and Design (1997). Obtuvo su MFA de la Universidad de Concordia (2002).

## Exposiciones
Ha sido objeto de numerosas exposiciones individuales, entre ellas "Cont[r]act" en Oboro, Montreal (2002) y "Skin Tissue" en el Museo Nacional de la Ley de las Indias Americanas de Nueva York (2010). Myre también ha participado en muchos shows de grupos notables incluyendo; "The American West" en la Galería Compton Verny, Londres, Reino Unido;, "All Our Relations" para la Bienal de Sídney 2012 y "Social Factory" para la Bienal de Shanghái.